# 朴尚赫
朴尚赫（韓語：박상혁；1973年—），是韓國綜藝節目的導演。成名作為《強心臟》。

## 作品列表
- 2007–2008年：SBS《李敬奎、金龍滿的Line Up（朝鲜语：이경규 김용만의 라인업）》
- 2009–2013年：SBS《強心臟》
- 2014–2015年：SBS《Roommate》
- 2015–2016年：SBS《燃燒的青春（朝鲜语：불타는 청춘 (텔레비전 프로그램)）》
- 2016年：SBS《Vocal 戰爭：神的聲音》
- 2017年：O'live ／tvN《島劍客》
- 2017–2018年：O'live ／tvN《Seoul Mate》
- 2018年：O'live ／tvN《TALKMON》
- 2018年：O'live ／tvN《島劍客2》
- 2018–2019年：tvN《Seoul Mate 2》